# Walter Schneiter
Walter Schneiter (1923. július 2. – 1972. szeptember 2.) svájci labdarúgócsatár.